# Helina erinaceiventra
Helina erinaceiventra este o specie de muște din genul Helina, familia Muscidae, descrisă de Xue și Chen în anul 1990. Conform Catalogue of Life specia Helina erinaceiventra nu are subspecii cunoscute.